# Stazione di Manziana-Canale Monterano
Stazione di Manziana-Canale Monterano vasútállomás Olaszországban, mely Manziana és Canale Monterano településeket szolgálja ki.

## Vasútvonalak
Az állomást az alábbi vasútvonalak érintik:
- Viterbo–Róma-vasútvonal

## Kapcsolódó állomások
A vasútállomáshoz az alábbi állomások vannak a legközelebb:
- Stazione di Bracciano (Stazione di Roma Tiburtina, FL3)
- Stazione di Oriolo (Stazione di Viterbo Porta Fiorentina, FL3)